# NGC 740
NGC 740 (другие обозначения — UGC 1421, MCG 5-5-31, ZWG 503.58, KUG 0154+327A, PGC 7316) — спиральная галактика с перемычкой (SBb) в созвездии Треугольник.
Этот объект входит в число перечисленных в оригинальной редакции «Нового общего каталога».
Возможно, NGC 740 наблюдал Уильям Гершель.
Галактика NGC 740 входит в состав группы галактик NGC 736. Помимо NGC 740 в группу также входят NGC 736, UGC 1422 и NGC 738.